# Bergs landsfiskalsdistrikt
Bergs landsfiskalsdistrikt var 1918–1964 ett landsfiskalsdistrikt i Jämtlands län, bildat när Sveriges indelning i landsfiskalsdistrikt trädde i kraft den 1 januari 1918, enligt beslut den 7 september 1917. Den 1 januari 1965 avskaffades i Sverige samtliga landsfiskaler och landsfiskalsdistrikt, och deras arbetsuppgifter delades upp på de nyskapade indelningarna polisdistrikt, åklagardistrikt och kronofogdedistrikt.
Landsfiskalsdistriktet låg under länsstyrelsen i Jämtlands län.

## Ingående områden
När Sveriges nya indelning i landsfiskalsdistrikt trädde i kraft den 1 oktober 1941 (enligt kungörelsen den 28 juni 1941) tillfördes de två landskommunerna Klövsjö och Rätan från det genom kungörelsen upplösta Rätans landsfiskalsdistrikt. Genom kommunreformen 1 januari 1952 sammanslogs landskommunerna Klövsjö, Åsarne och Storsjö landskommun (som tidigare tillhört Tännäs landsfiskalsdistrikt) till Övre Ljungadalens landskommun.

### Från 1918
- Bergs landskommun
- Åsarne landskommun

### Från 1 oktober 1941
- Bergs landskommun
- Klövsjö landskommun
- Rätans landskommun
- Åsarne landskommun

### Från 1952
- Bergs landskommun
- Rätans landskommun
- Övre Ljungadalens landskommun